# Le Diamant (film)
 (juillet 2025).
Pour plus de détails, voir Fiche technique et Distribution.
Le Diamant est un court métrage français réalisé par Paul Grimault, sorti en 1970, en complément de L'Aveu de Costa-Gavras.

## Synopsis
Le cruel professeur Savantas s'invite dans une oasis coupée du monde pour y récupérer un énorme diamant, qui constitue le totem de la population autochtone et la clef de voûte de l'équilibre magique du lieu. 

## Fiche technique
- Titre original : Le Diamant
- Scénario : Jacques Prévert et Paul Grimault
- Animation : Henri Lacam, Georges Juillet, Jean Vimenet
- Musique : Jacques Loussier
- Bruitage : Henri Gruel
- Société de production : Les Films Paul Grimault
- Format : couleur (Eastmancolor)
- Durée : 10 min